# Jerzy Mikoszewski

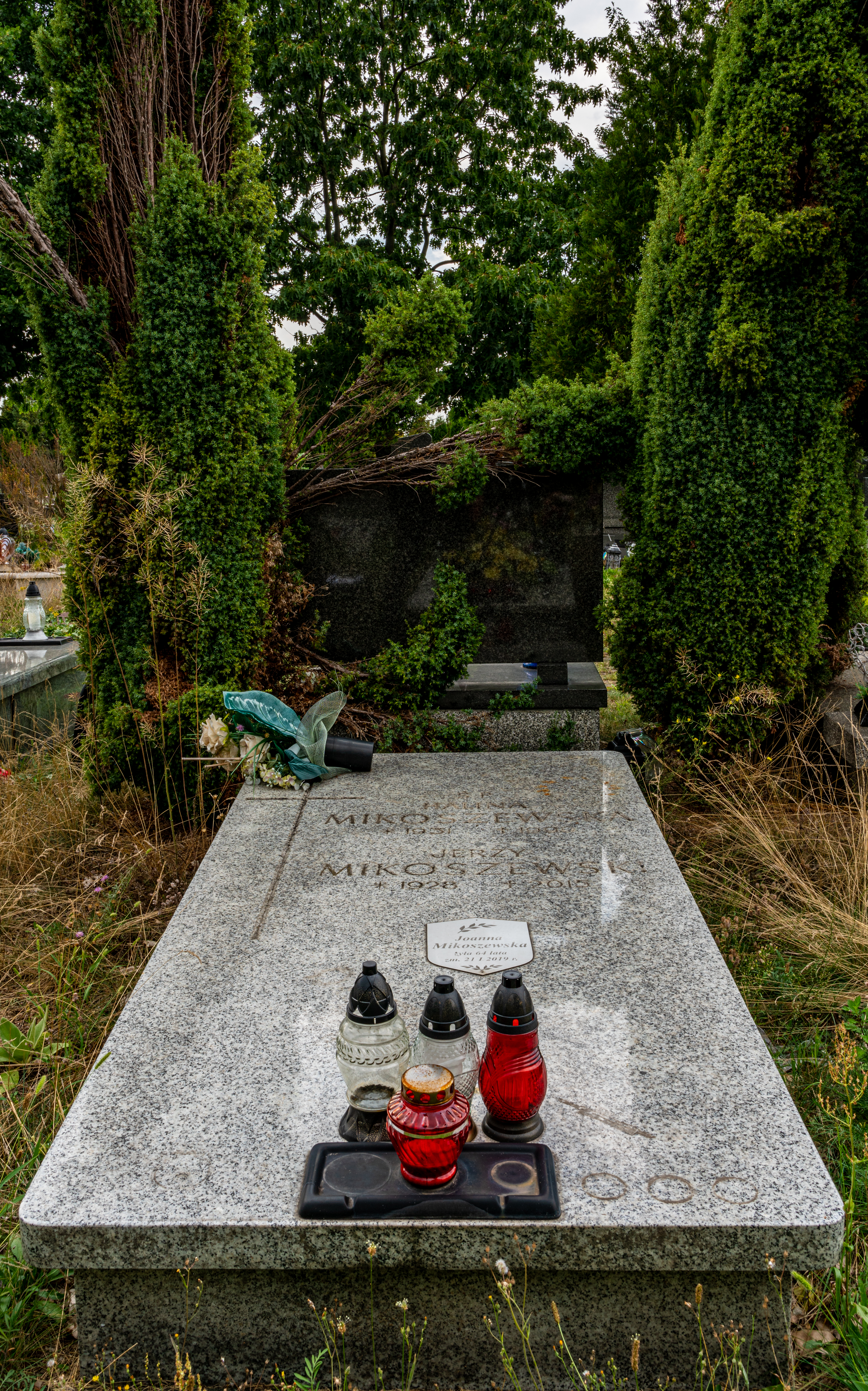
Grób Jerzego Mikoszewskiego na cmentarzu Komunalnym Północnym w Warszawie

Jerzy Marian Mikoszewski (ur. 26 stycznia 1928 w Brzeżanach, zm. 3 marca 2015 w Warszawie) – polski inżynier-metrolog.
W latach 1941–1943 był członkiem Szarych Szeregów. W latach 1942–1943 pracował w Niemieckich Zakładach Naprawy Samochodów w Stryju i tam, po zaprzysiężeniu w Armii Krajowej, działał jako łącznik w komórce sabotażowo-wywiadowczej. 
W 1965 ukończył studia na Wydziale Mechanicznym Technologicznym na Politechnice Warszawskiej, w trakcie nauki uczestniczył w odbudowie zasobów Głównego Urzędu Miar po wojnie, początkowo w siedzibie tymczasowej w Bytomiu, potem w Warszawie. Zajmował się pomiarami masy, siły i twardości oraz prowadził współpracę międzynarodową z instytutami badawczymi bloku wschodniego. Brał udział we wdrażaniu w Polsce układu jednostek SI, w szczególności przejścia z jednostki siły kG na jednostkę niuton. Prowadził badania eksploatacyjne, był autorem przepisów legalizacyjnych, norm i wzorów użytkowych. 
Był odpowiedzialny za utworzenie Laboratorium Pomiarów Siły i Twardości w Zakładzie Metrologicznym Masy i Siły, przez wiele lat pełnił funkcję kierownika tej pracowni. W 1987 został dyrektorem Zakładu Metrologii Ogólnej GUM. W 1995, pięć lat po przejściu na emeryturę, został kustoszem warszawskiego Muzeum Miar. Rozwinął wtedy kontakty z Muzeum Techniki NOT w Warszawie i mniejszymi muzeami oraz kolekcjonerami przyrządów pomiarowych w Polsce i za granicą. 

## Odznaczenia i wyróżnienia
Otrzymał liczne nagrody za swoją działalność zawodową i społeczną, m.in.:
- Złoty Krzyż Zasługi (1959),
- Krzyż Kawalerski Orderu Odrodzenia Polski (1978),
- Odznaka „Za zasługi dla rozwoju przemysłu maszynowego” (1979),
- Srebrna odznaka „Racjonalizator Produkcji” (1979),
- Medal 40-lecia Polski Ludowej (1985),
- Odznaka honorowa „Zasłużony Pracownik Państwowy” (1987),
- Krzyż Oficerski Orderu Odrodzenia Polski (1994),
- Odznaka Zasłużony dla Warszawy (2004).

## Publikacje
Jerzy Mikoszewski był autorem podręczników akademickich i materiałów szkoleniowych, a także felietonów i publikacji popularnonaukowych, które tworzył we współpracy z żoną Haliną, bibliotekarką GUM: 
- Twardościomierze;
- Maszyny i przyrządy wytrzymałościowe;
- Pomiary wytrzymałościowych własności materiałów;
- Pomiary twardości metali (współautor Stefan Błażewski);
- Wprowadzenie wzorców twardości w Polsce;
- Zarys dziejów miar w Polsce;
- Metr katolicki;
- 125 lat międzynarodowej konwencji metra;
- Wdrożenie układu SI do gospodarki narodowej (współautorzy A. Gizmajer, Krzysztof Mordziński);
- Historyczne zbiory metrologiczne w Głównym Urzędzie Miar w Warszawie;
- Wagi - symbol dokładności i uczciwości
  - Część I Wagi równoramienne;
  - Część II Wagi nierównoramienne.